# Huineng
Sixième patriarche du Chan
Hongren Fin officielle de la lignée des patriarches du Chan
 (juin 2017).
Si vous disposez d'ouvrages ou d'articles de référence ou si vous connaissez des sites web de qualité traitant du thème abordé ici, merci de compléter l'article en donnant les références utiles à sa vérifiabilité et en les liant à la section « Notes et références ».
Huìnéng (chinois : 惠能/慧能 ; coréen : 혜능, (慧能, Hieuhneng) ; japonais : Enō ; vietnamien : Huệ Năng (慧能), 638 — 713) fut le sixième patriarche du chan en Chine et un maître réputé de ce courant. Il est une figure omniprésente de la littérature chan. 

## Biographie
Le peu que l'on connaît sur sa vie vient du Sūtra de l’Estrade, mais la validité historique de ces informations est sujette à caution,. 
Selon son hagiographie dans le Sûtra de l'Estrade, Huineng est né à Canton (Guangzhou), actuelle région du Guandong, au sud-est de la Chine), dans une famille très pauvre. Il perd très tôt son père, et ramasse du bois de chauffage afin de le vendre et gagner ainsi un peu d'argent pour sa mère.
L'enfant, complètement analphabète, entend un jour au marché réciter le Sūtra du Diamant, et décide aussitôt d'entrer dans un monastère, et ce sera celui du mont de la Prune jaune (黄梅山, huángméi shān) qui est dirigé par le cinquième patriarche du chan, Hongren (弘忍, hóngrěn). On l'y accepte, non sans l'avoir découragé car, lui dit-on, les Cantonais n'ont pas la « nature de bouddha ». On finit néanmoins à l'accepter à titre de laïc, et il passe huit mois à piler le riz. 

### La succession de Hongen
Bientôt, Hongren décide de choisir un successeur, et il demande à chacun de ses disciples d'écrire un poème qui dise comment il a obtenu l'éveil.
Shénxiù, moine érudit et très proche du cinquième patriarche, écrit alors son poème sur un mur :
身是菩提樹，　Le corps est l'arbre de l'Éveil,
心如明鏡臺。　Le cœur est le support du Miroir spirituel,
時時勤拂拭，　À chaque instant,  il faut le nettoyer diligemment,
勿使惹塵埃。　Afin qu'aucune particule de poussière n'y adhère.
Passant par là et entendant quelqu'un lire le poème, Huineng demande qu'on écrire les vers suivant à côté de ceux de Shenxiu :
菩提本無樹，　L'Éveil n'est pas un arbre
明鏡亦非臺。　Le Miroir spirituel n'a que faire d'un support
本來無一物，　Étant donné qu'au fond rien n'existe,
何處惹塵埃。　Où voulez-vous qu'il adhère des poussières ?
Ayant lu le lendemain ce poème, Hongren convoque secrètement Huineng dans sa chambre au milieu de la nuit et lui lit un passage du Sûtra du diamant. À ce moment, Huineng connaît un grand éveil. Hongren lui remet alors la robe et le bol du fondateur et premier patriarche du chan, Bodhidharma. Huineng devient ainsi le sixième patriarche de l'école chan. Il lui ordonne aussi de se cacher pour ne pas tomber aux mains des partisans de Shenxiu.

### Le maître chan
Huineng s'enfuit dans le sud de la Chine et se cache pendant quinze ans au milieu d'un groupe de chasseurs. En 677, il se rend dans le temple de Faxing (法性寺, fǎxìng sì, dans l'actuelle province du Guandong). Il y reçoit la pleine ordination monastique. L'année suivante, il se rend au monastère de Baolinsi (宝林寺 / 寶林寺, bǎolín sì). Ce temple restera associé à Huineng, qui y attirera de nombreux étudiants et disciples. 
C'est au Faxing-si que prend place un épisode célèbre: deux moines sont en train de se disputer à propos du mouvement d'un drapeau. L'un affirme que c'est le drapeau qui bouge, l'autre que c'est le vent. Huineng leur dit alors que ce qui bouge, ce n'est ni le drapeau ni le vent, mais leur propre esprit.

## Huineng et le subitisme
Huineng est traditionnellement considéré comme le fondateur du chan subitiste, dit « chan du sud », bien que certains historiens, suivant Hu Shi, estiment que Shenhui (神會), son successeur proclamé, en est le véritable initiateur. En effet, la biographie de Huineng est très peu documentée. Jusqu'à la fin du VIIIe siècle, le successeur officiel de Hongren n'était pas Huineng mais Shenxiu. C'est Shenhui, actif personnage public, qui a proclamé la scission entre les courants gradualiste et subitiste et lancé en 734 une « campagne » remettant en question la succession officielle et affirmant que Huineng, et non Shenxiu, avait été choisi comme héritier par Hongren. Cette version fut accréditée en 796 quand Shenhui fut proclamé officiellement septième patriarche du chan à la place de Puji (普寂), titulaire originel de la position. C'est ainsi que Huineng devint le sixième patriarche.
On lui attribue le Sūtra de l’Estrade. Pour Huineng, la méthode n'est ni subite ni graduelle : « C'est l'homme qui est plus ou moins vif, plus ou moins obtus ».

#### Traductions
- Fa Hai (trad. du chinois et commenté (p. 114-270) par Patrick Carré), Le Soûtra de l'Estrade du Sixième Patriarche Houei-neng, Paris, Seuil, 1995, 287 p. (ISBN 978-2-020-23175-6)

- Hui Neng (trad. du chinois et commenté (p. 135-367) par Françoise Morel), Le soutra de l'Estrade du Don de la Loi, Paris, La Table Ronde, 2001, 431 p. (ISBN 978-2-710-32450-8)
- (en) The Platform Sutra of the Sixth Patriarch  (transl., introduction and notes by Philip Yampolsky (en); with a new foreword by Morten Schlütter), New York, Columbia University Press, 2012 (1re éd. 1967), xx - 259 p. (ISBN 978-0-231-15957-9)

#### Études
- (en) Heinrich Dumoulin, Zen Buddhism: A History, vol. 1 : India and China, World Wisdom, 2005 (1re éd. 1988), xlii - 387 (ISBN 978-0-941-53289-1), p. 123-137 et passim

- (en) John Jorgensen, « The figure of Huineng », dans Morten Schlütter & Stephen Teiser (Eds.), Readings of the Platform Sutra, New York, Princeton University Press, 2012, xii, 220 p. (ISBN 978-0-231-15821-3), p. 25 - 52
- (en) John Jorgenson, Inventing Hui-neng, the Sixth Patriarch. Hagiography and Biography in Early Ch’an, Leide, Brill, 2005, xxiii - 862 p. (ISBN 978-9-004-14508-5)
- D.T. Suzuki (trad. de l'angl. par Hubert Benoît), Le non-mental selon la pensée zen [« The Zen Doctrine of No-mind: the Significance of the Sutra of Hui-Neng (Wei-Lang) »], Paris, Le Courrier du livre, 1970, 216 p. (ISBN 978-2-702-90222-6)

- (en) John M. Thompson, « Huineng (Hui-neng) (638-713 CE) », sur Internet Encyclopedia of Philosophy, s.d. (ISSN 2161-0002, consulté le 7 septembre 2013)